# Іст-Баффало Тауншип (округ Юніон, Пенсільванія)
Іст-Баффало Тауншип (англ. East Buffalo Township) — селище (англ. township) в США, в окрузі Юніон штату Пенсільванія. Населення — 7405 осіб (2020).

## Демографія
Згідно з переписом 2010 року, у селищі мешкало 6414 осіб у 2154 домогосподарствах у складі 1596 родин. Було 2283 помешкання
Расовий склад населення:
| - 92,4 % — білих - 2,6 % — азіатів - 2,0 % — чорних або афроамериканців - 0,3 % — корінних американців |

До двох чи більше рас належало 2,0 %. Частка іспаномовних становила 2,5 % від усіх жителів.
За віковим діапазоном населення розподілялося таким чином: 20,9 % — особи молодші 18 років, 64,0 % — особи у віці 18—64 років, 15,1 % — особи у віці 65 років та старші. Медіана віку мешканця становила 38,4 року. На 100 осіб жіночої статі у селищі припадало 96,7 чоловіків;  на 100 жінок у віці від 18 років та старших — 94,7 чоловіків також старших 18 років.
Середній дохід на одне домашнє господарство  становив 111 805 доларів США (медіана — 77 813), а середній дохід на одну сім'ю — 130 622 долари (медіана — 101 149). Медіана доходів становила 72 188 доларів для чоловіків та 52 604 долари для жінок. За межею бідності перебувало 6,3 % осіб, у тому числі 16,1 % дітей у віці до 18 років та 1,2 % осіб у віці 65 років та старших.
Цивільне працевлаштоване населення становило 2768 осіб. Основні галузі зайнятості: освіта, охорона здоров'я та соціальна допомога — 47,7 %, роздрібна торгівля — 12,2 %, мистецтво, розваги та відпочинок — 8,7 %, виробництво — 8,2 %.